# García Alabiano
García Alabiano (Tarazona, 1549 - Zaragoza, 27 de abril de 1624) fue un profesor y teólogo jesuita español, segundo rector de la Academia (Universidad) de Vilna.
Estudió en Zaragoza, Valencia, Barcelona y Roma. En 1567 se unió a la Compañía de Jesús.
A partir de 1578 dirigió el Departamento de Teología Escolástica de la Universidad de Vilna. En sus clases de teología enseñaba la Summa theologica de santo Tomás de Aquino. En 1583 obtuvo el primer doctorado en teología en la historia de la universidad de Vilna. Desde 1584 se desempeñó como vicerrector de la Academia de Vilna y en 1585 se convirtió en su rector. Alabiano ocupó este cargo hasta el verano de 1592.
Se ocupó de la expansión de la Academia de Vilna, del nivel de estudios, así como también del mantenimiento de los estudiantes pobres, por lo que se estableció un dormitorio para ellos. También se ocupó de la decoración de la Iglesia de San Juan.
Después de convertirse en consejero del cardenal Jurgis Radvila, en 1592 Alabiano dejó Vilna y se mudó a Cracovia. De agosto de 1593 a abril de 1594 fue vicepresidente de la provincia jesuita de Cracovia. En 1599 Alabiano acompañó a Jurgis Radvila en un viaje a Italia.
En Roma, en 1600, tras la repentina muerte de Jurgis Radvila, Alabiano regresó a Zaragoza. Desde 1600 fue rector del colegio de Zaragoza.
Publicó colecciones de tesis teológicas en Vilna, junto con A. Arijus.